# Ихаб Хассан
Ихаб Хассан (17 октября 1925 — 10 сентября 2015) — египетский и американский теоретик литературы и писатель.

## Биография
Ихаб Хасан родился в Каире, Египет, и эмигрировал в Соединенные Штаты в 1946 году. Он был почетным профессором исследований Виласа в Университете Висконсин-Милуоки. Корпус его трудов включает книги «Радикальная невинность: Исследования в современном американском романе» (1961), «Литература молчания: Генри Миллер и Сэмюэл Беккет» (1967), «Расчленение Орфея: К постмодернистской литературе» (1971, 1982), «Паракритизмы: Семь спекуляций времени» (1975), «Правый прометеев огонь: Воображение, наука и культурные изменения» (1980), «Постмодернистский поворот: Эссе в постмодернистской теории и культуре» (1987), «Я в опасности: Паттерны поиска в современных американских письмах» (1990) и «Слухи. Перемены: Очерки пяти десятилетий» (1995), а также две книги мемуаров, «Из Египта: Сцены и аргументы автобиографии» (1985) и «Между орлом и солнцем: Следы Японии» (1996). Совсем недавно он опубликовал ряд рассказов в различных литературных журналах и заканчивает роман «Подменыш». Его последняя опубликованная работа была «В поисках ничего: Избранные эссе», 1998—2008 (2010). Кроме того, он написал более 300 эссе и рецензий на литературные и культурные темы.
Хасан получил почетные степени гуманитарного факультета Уппсальского университета (Швеция) (1996) и Университета Гиссена (1999), две стипендии Гуггенхайма (1958, 1962) и три старших курса лекций Фулбрайта (1966, 1974, 1975). Он был на факультете Школы литературы Университета Индианы (1964), приглашенным научным сотрудником Международного центра ученых Вудро Вильсона (1972), дважды на факультете Зальцбургских летних семинаров по американским исследованиям (1965,1975), старшим научным сотрудником Фонда Камарго в Кассисе (1974—1975), постоянным научным сотрудником Исследовательского центра Рокфеллера в Белладжио (1978), дважды старшим научным сотрудником Гуманитарного исследовательского центра в Канберре (1990, 2003), постоянным научным сотрудником Гуманитарного исследовательского института Калифорнийского университета в Ирвине (1990).), на факультете Штутгартских летних семинаров по культурологии (1991) и трижды на факультете Скандинавской летней школы теории литературы и критики в Карлскруне (2000, 20001, 2004). Он также получил премию Alumni Teaching Award и награду Honors Program Teaching Award в Университете Висконсина в Милуоки, где он преподавал в течение 29 лет. Кроме того, он прочитал более 500 публичных лекций в Северной Америке, Европе, Азии, Африке, Австралии и Новой Зеландии.

## Хассанова таблица различий между модернизмом и постмодернизмом
| Модернизм                                  | Постмодернизм                           |
| Романтизм/Символизм                        | Патафизика/Дадаизм                      |
| Форма (соединяющая, закрытая)              | Антиформа (разъединяющая, раскрытая)    |
| Цель                                       | Игра                                    |
| Замысел                                    | Случай                                  |
| Иерархия                                   | Анархия                                 |
| Мастерство/Логос                           | Истощение[20]/Молчание                  |
| Предмет искусства/Законченное произведение | Процесс/Перформанс/Хэппенинг            |
| Дистанция                                  | Участие                                 |
| Созидание/Соединение воедино               | Разрушение/Деконструкция[21]            |
| Синтез                                     | Антитеза                                |
| Присутствие                                | Отсутствие                              |
| Центрирование                              | Разбрасывание                           |
| Жанр/Границы                               | Текст/Интертекст                        |
| Семантика                                  | Риторика                                |
| Парадигма                                  | Синтагма                                |
| Подчинительные связи (гипотаксис)          | Сочинительные связи (паратаксис)        |
| Метафора                                   | Метонимия                               |
| Отбор                                      | Комбинация                              |
| Корень/Глубина                             | Корневище[22]/Поверхность               |
| Интерпретация/Прочтение                    | Отказ от интерпретации/Ложное понимание |
| Обозначаемое                               | Обозначающее                            |
| Разборчивое[23] (читаемое)                 | Подходящее для записи (писательское)    |
| Повествование[24]/Великая История          | Отказ от повествования/Малая история    |
| Базовый код                                | Индивидуальный язык                     |
| Симптом                                    | Желание                                 |
| Типичное                                   | Мутировавшее                            |
| Генитальное/Фаллическое                    | Полиморфное/Андрогинное                 |
| Паранойя                                   | Шизофрения                              |
| Истоки/Причина                             | Различие-различность[25]/След           |
| Бог Отец                                   | Святой Дух                              |
| Метафизика                                 | Ирония                                  |
| Определённость                             | Неопределённость                        |
| Трансцендентность                          | Имманентность                           |

Появляется в эссе к «Концепции постмодернизма» в книге «Постмодернистский поворот» 1987 года.

## Избранные публикации на русском языке
1. Хассан И. К концепции постмодернизма culturolog.ru Дата обращения: 23 февраля 2024
2. Хассан И. За пределами постмодернизма: К эстетике доверия vsealism.ru  Дата обращения: 23 февраля 2024